# Club Atlético River Plate 1915
Questa voce raccoglie le informazioni riguardanti il Club Atlético River Plate nelle competizioni ufficiali della stagione 1915.

## Stagione
La Copa Campeonato vide il River giungere al terzo posto, dietro al campione Racing e al secondo classificato San Isidro. In questa annata la società riuscì a ottenere un campo da gioco da utilizzare, affittandolo da Nicolás Mihanovich. Il club registrò la terza miglior difesa del campionato, con 17 reti subite.

## Maglie e sponsor
| Casa |

## Rosa
| N. |                      | Ruolo | Calciatore          |
| -- | -------------------- | ----- | ------------------- |
|    | Argentina (bandiera) | P     | J. Alessi           |
|    | Argentina (bandiera) | P     | A. Despósito        |
|    | Argentina (bandiera) | P     | Carlos Ísola        |
|    | Argentina (bandiera) | D     | Pedro Calneggia     |
|    | Argentina (bandiera) | D     | Arturo Chiappe      |
|    | Argentina (bandiera) | C     | A. Airoldi          |
|    | Argentina (bandiera) | C     | Alfredo Elli        |
|    | Argentina (bandiera) | C     | Cándido García      |
|    | Argentina (bandiera) | C     | Agustín Lanata      |
|    | Argentina (bandiera) | C     | Atilio Peruzzi      |
|    | Argentina (bandiera) | C     | Heriberto Simmons   |
|    | Argentina (bandiera) | C     | Antonio Sparnocchia |

| N. |                      | Ruolo | Calciatore            |
| -- | -------------------- | ----- | --------------------- |
|    | Argentina (bandiera) | A     | Antonio Ameal Pereyra |
|    | Argentina (bandiera) | A     | A. Destéfano          |
|    | Argentina (bandiera) | A     | M. Fraga              |
|    | Argentina (bandiera) | A     | Roberto Fraga Patrao  |
|    | Argentina (bandiera) | A     | Luis Gianetto         |
|    | Argentina (bandiera) | A     | Antonio Martínez      |
|    | Argentina (bandiera) | A     | Alberto Panney        |
|    | Argentina (bandiera) | A     | Ricardo Pensa         |
|    | Argentina (bandiera) | A     | Armando Risso         |
|    | Argentina (bandiera) | A     | Héctor Rivas          |
|    | Argentina (bandiera) | A     | Nicolás Rofrano       |
|    | Argentina (bandiera) | A     | Juan Sevesi           |

## Statistiche

### Statistiche di squadra
| Competizione    | Punti | Totale | Totale | Totale | Totale | Totale | Totale | DR  |
| Competizione    | Punti | G      | V      | N      | P      | Gf     | Gs     | DR  |
| --------------- | ----- | ------ | ------ | ------ | ------ | ------ | ------ | --- |
| Copa Campeonato | 29    | 25     | 16     | 6      | 2      | 58     | 17     | +41 |
| Totale          | -     |        |        |        |        |        |        | -   |